# Utricularia recta
Utricularia recta är en tätörtsväxtart som beskrevs av Peter Geoffrey Taylor. Utricularia recta ingår i släktet bläddror, och familjen tätörtsväxter. Inga underarter finns listade i Catalogue of Life.